# Canella winterana
Canella winterana oder der Weiße Zimtrindenbaum, Zimtbaum, ist ein Baum in der Familie der Canellaceae aus Florida, der Karibik, Venezuela und dem südöstlichen Mexiko. Es ist die einzige Art der Gattung Canella. Sie ist nicht mit der Winterrinde (Drimys winteri) zu verwechseln.

## Beschreibung

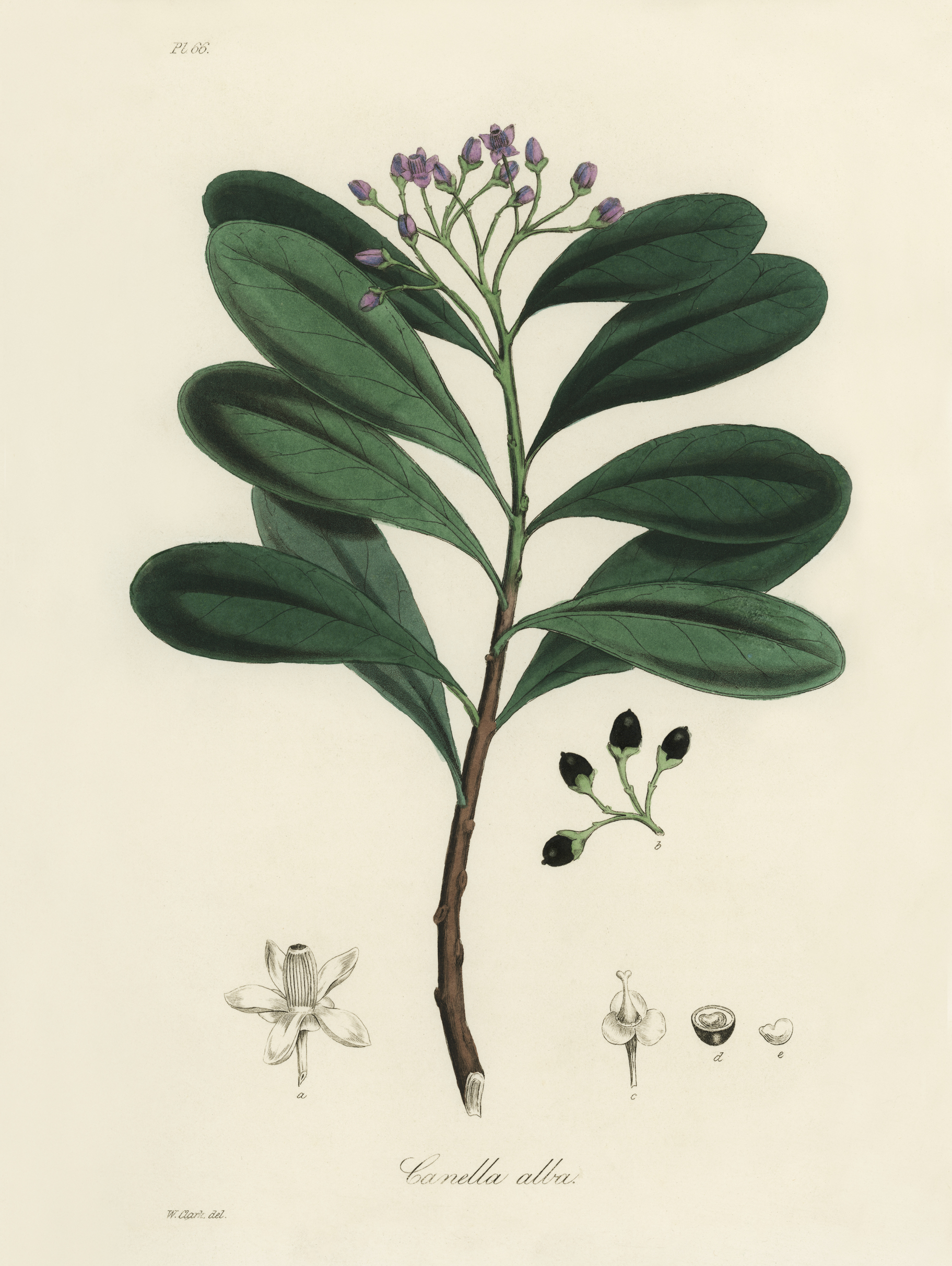
Illustration aus Medical Botany (1836) von John Stephenson und James Morss Churchill

### Vegetative Merkmale
Canella winterana wächst als langsamwüchsiger, immergrüner Baum bis etwa 15 Meter hoch, sie bleibt aber meist einiges kleiner. Der Stammdurchmesser erreicht etwa 25 Zentimeter. Die Borke ist rissig bis furchig und gräulich-braun.
Die wechselständigen, einfachen und kurz gestielten Laubblätter sind wechselständig und gehäuft an den Zweigenden angeordnet. Sie sind ledrig, kahl, oberseits glänzend, ganzrandig, spatelförmig oder verkehrt-eiförmig, abgerundet bis stumpf, seltener spitz oder eingebuchtet und bis 5–12 Zentimeter lang mit keilförmiger Basis. Der kurze Blattstiel ist bis 1 Zentimeter lang. Die Blätter sind mehr oder weniger drüsenbesetzt und die Nervatur ist gefiedert mit undeutlichen Seitenadern. Die Nebenblätter fehlen.

### Generative Merkmale
Canella winterana ist protogyn, also vorweiblich. Es werden endständige, rispige bis schirmrispige Blütenstände gebildet. Die kleinen, duftenden, gestielten und roten Blüten sind zwittrig mit doppelter Blütenhülle. Es sind 3 kleine, dachige, ledrige, rundliche bis leicht herzförmige und „bereifte“ Kelchblätter vorhanden. Die 5 freien, dachigen, verkehrt-eiförmigen Petalen sind fleischig und bis etwa 5 Millimeter lang. In der neutralen bis männlichen Phase sind sie innen am Grund gelblich. Es sind bis etwa 10 kurze, röhrig verwachsene, rote Staubblätter ausgebildet. Der einkammerige Fruchtknoten ist oberständig mit kurzem Griffel und schwach zweilappiger, gelber; weibliche Phase, bis rötlicher; männliche Phase, Narbe. Die Narbe schrumpft in der neutralen bis männlichen Phase zurück. An der Basis der Staubblattröhre sind Nektarien vorhanden.
Es werden kleine, rundliche, etwa 0,8–1,2 Zentimeter große und mehrsamige, rötliche, später schwärzliche, leicht ledrige Beeren mit kleinen Griffelresten und beständigem Kelch gebildet. Die bis zu sechs glatten, schwärzlichen, etwa rundlichen bis schwach nierenförmigen und leicht abgeflachten Samen sind 5–6 Millimeter groß.
Die Chromosomenzahl beträgt 2n = 28.

## Taxonomie
Die Gattung Canella wurde 1756 durch Patrick Browne in Civ. Nat. Hist. Jamaica: 275 aufgestellt. Die Erstveröffentlichung der Art erfolgte 1753 unter dem Namen (Basionym) Laurus winterana durch Carl von Linné in Species Plantarum, Tomus I, S. 371. Die Neukombination zu Canella winterana (L.) Gaertn. wurde 1788 durch Joseph Gärtner in De fructibus et seminibus plantarum, Band 1, Tafel 77 veröffentlicht. Weitere Synonyme für Canella winterana (L.) Gaertn. sind beispielsweise: Winterana canella L., Canella alba Murray, Canella obtusifolia Miers.

## Bilder

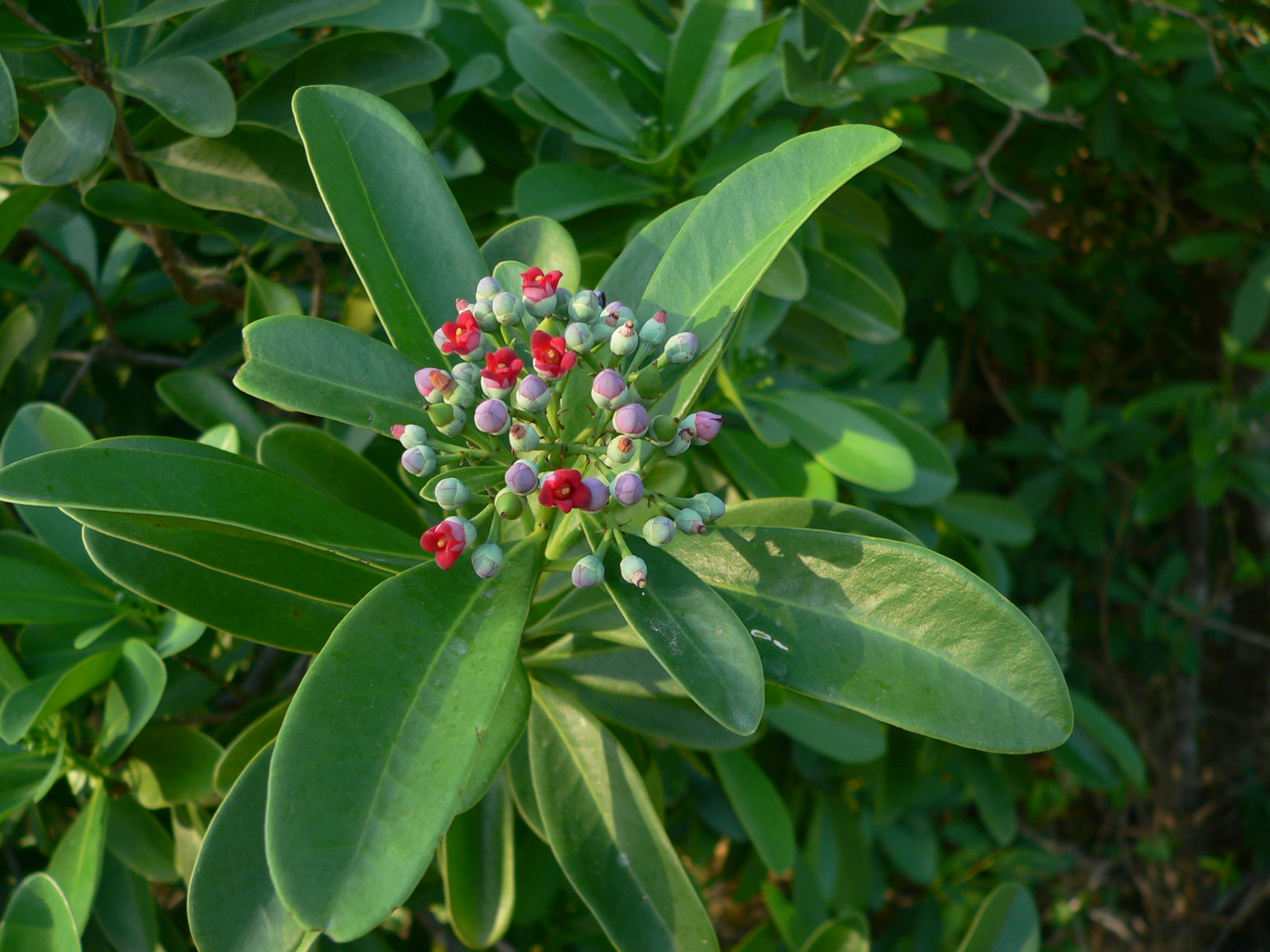
Blütenstand mit Blüten in der weiblichen Phase
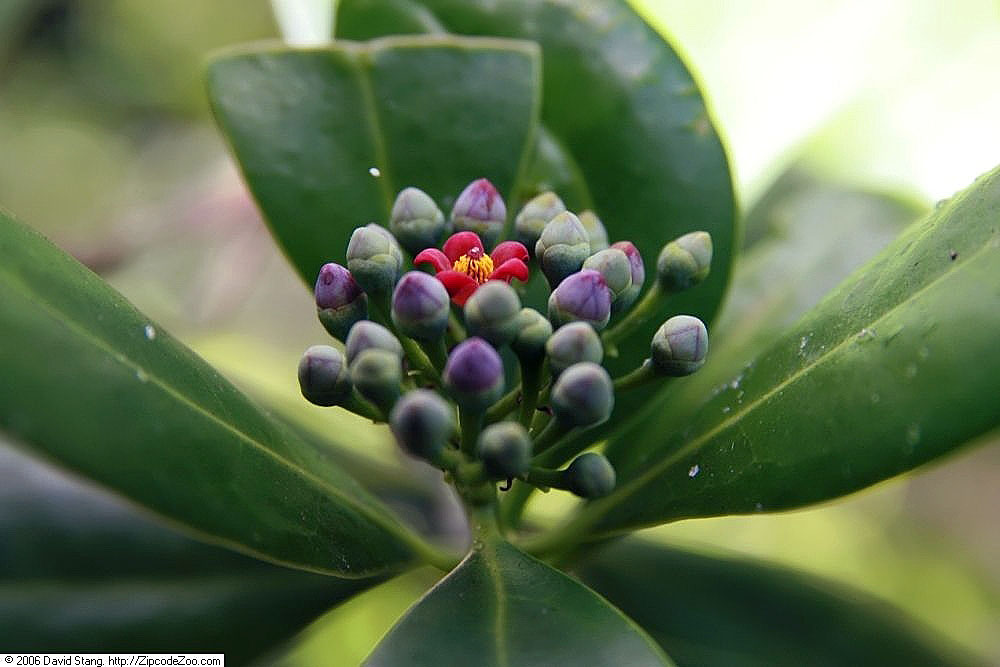
Blütenstand, mit einer Blüte in der männlichen Phase
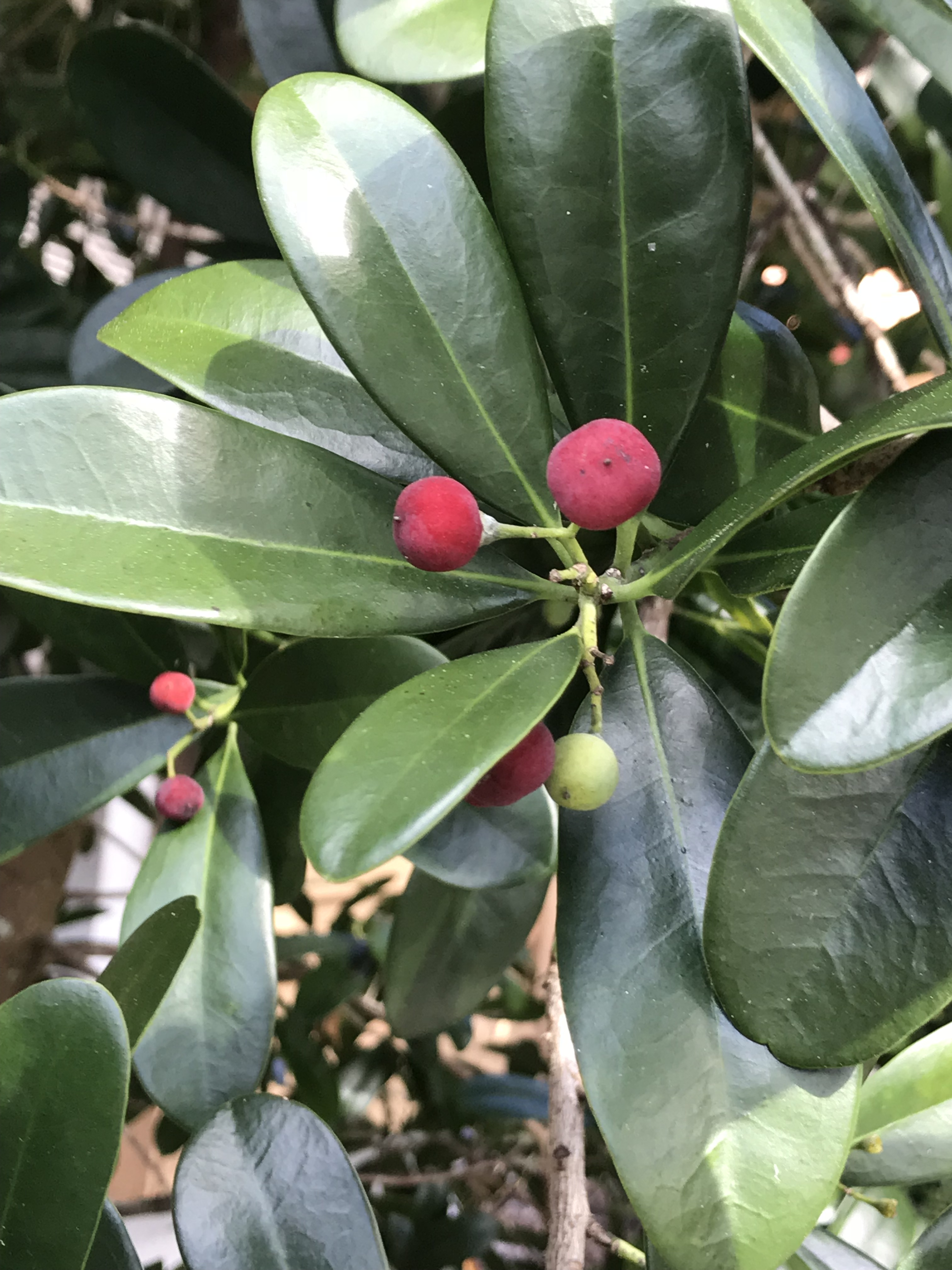
Fast vollreife Früchte
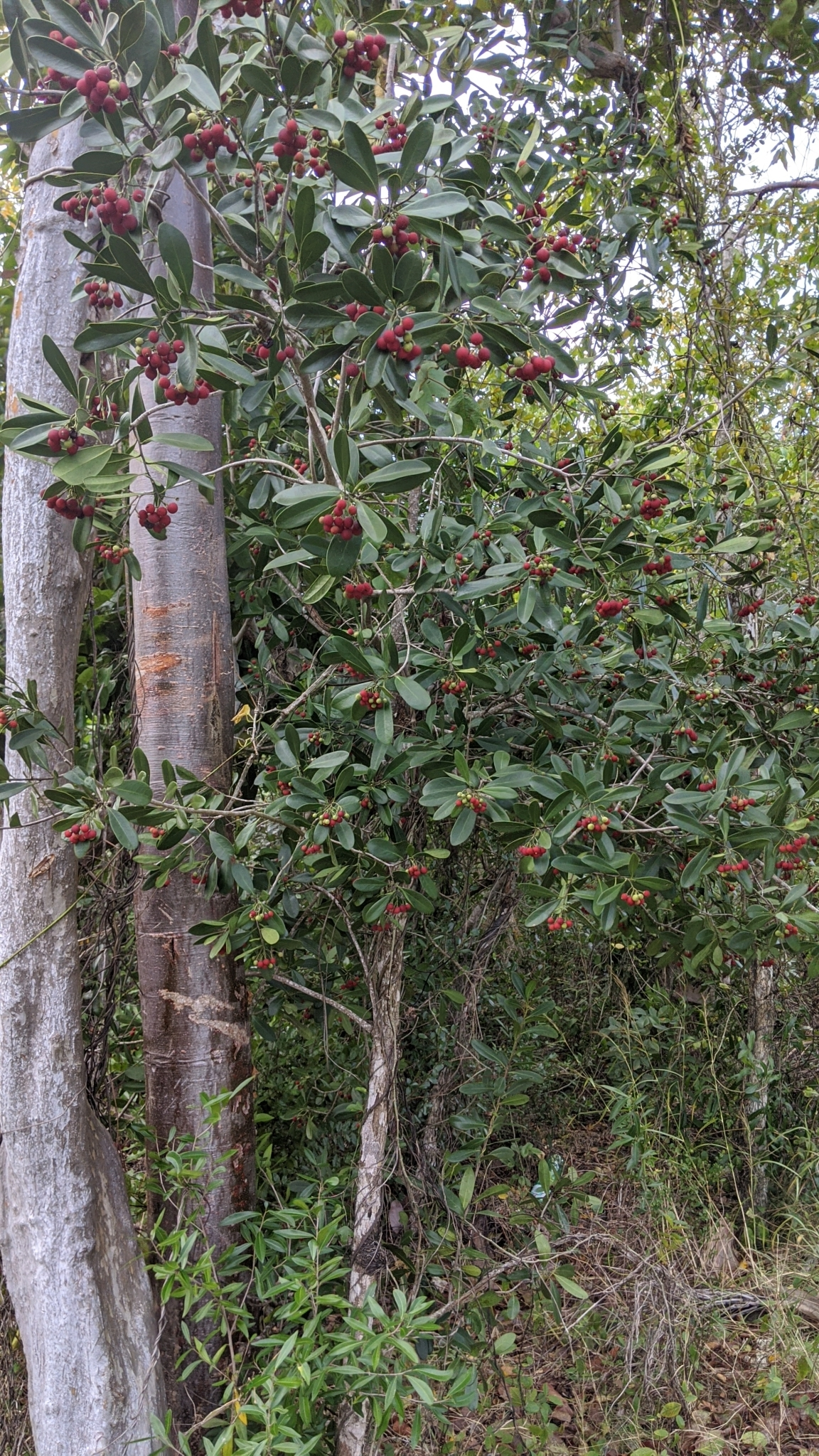
Fruchtendes Exemplar

## Verwendung
Die Rinde wird als Zimtersatz verwendet (Weißer Zimt, Weißer Kanehl, Canel, Canella, Weiße Zimtrinde, Wilder Zimt), aber auch die Blätter werden als Gewürz genutzt. Sie werden auch als Fischgift, Barbasco, verwendet. Die getrockneten, unreifen Früchte können als Pfefferersatz genutzt werden. Vollreif sind die Beeren süß.
Die Rinde wird auch medizinisch genutzt.
Das Holz ist hart und schwer. Es sind aber nur kleineren Mengen verfügbar.